# Corinne Guitteaud
Œuvres principales
- Série Les Portes du temps
- Série Atlante
- Série GeMs

Corinne Guitteaud, née le 12 avril 1976 à Château-Thierry (Aisne), est une auteure française de science-fiction. Elle est aussi éditrice et gérante des éditions Voy'el.

## Biographie
Depuis la parution de sa première trilogie (Les Portes du temps - Fleuve noir) en 1999, elle n'a cessé d'explorer plusieurs genres. D'abord la Fantasy, avec le premier tome des Portes du temps (La Fille de Dreïa), puis le space opera dans L'Enfant d'Ys et Les Seigneurs d'éternité. Sa deuxième Trilogie, parue aussi au Fleuve noir, s'oriente nettement vers des questionnements écologiques. L'auteur a fait de nombreuses recherches sur les cétacés et ses mentions ne semblent souffrir d'aucune erreur. 
Corinne Guitteaud s'inspire tour à tour de références comme Arthur C. Clarke, Dan Simmons, Ursula K. Le Guin.

## Œuvres

### SérieLes Portes du temps
1. La Fille de Dreïa, Fleuve noir, 1999  (ISBN 2265065773)
2. L'Enfant d'Ys, Fleuve noir, 1999  (ISBN 2265065765)
3. Les Seigneurs d'éternité, Fleuve noir, 1999  (ISBN 2265067008)

### SérieAtlante
1. Aquatica, Fleuve noir, 2000  (ISBN 2265070262)
2. Les Fils du Soleil, Fleuve noir, 2001  (ISBN 2265071188)
3. Dérivants, Fleuve noir, 2001  (ISBN 2265072451)
4. Les Chevaliers trinitaires, Voy'el, 2009  (ISBN 978-2-916307-00-8)

### SérieGeMs
1. Paradis perdu, L'Atalante, 2006  (ISBN 2841723291)
2. Paradis artificiels, L'Atalante, 2007  (ISBN 2841723682)
3. Paradis retrouvé, L'Atalante, 2008  (ISBN 978-2-84172-393-5)

### Romans indépendants
- Le Crépuscule des anges, Voy'el, 2009  (ISBN 978-2-916307-03-9)
- Nécromanciennes, Voy'el, 2014  (ISBN 978-2364752672)